# Twin Lakes (Iowa)
Twin Lakes es un lugar designado por el censo ubicado en el condado de Calhoun en el estado estadounidense de Iowa. En el Censo de 2010 tenía una población de 334 habitantes y una densidad poblacional de 44,93 personas por km².

## Geografía
Twin Lakes se encuentra ubicado en las coordenadas 42°28′52″N 94°37′47″O / 42.48111, -94.62972. Según la Oficina del Censo de los Estados Unidos, Twin Lakes tiene una superficie total de 7.43 km², de la cual 3.86 km² corresponden a tierra firme y (48.12%) 3.58 km² es agua.

## Demografía
Según el censo de 2010, había 334 personas residiendo en Twin Lakes. La densidad de población era de 44,93 hab./km². De los 334 habitantes, Twin Lakes estaba compuesto por el 99.7% blancos, el 0% eran afroamericanos, el 0% eran amerindios, el 0.3% eran asiáticos, el 0% eran isleños del Pacífico, el 0% eran de otras razas y el 0% pertenecían a dos o más razas. Del total de la población el 0% eran hispanos o latinos de cualquier raza.